# Tous les dieux du ciel
Tous les dieux du ciel és una pel·lícula francesa dirigida per Quarxx, estrenada el 2018.

## Argument
Simon, un treballador del metall, s'ha de fer càrrec de la seva germana discapacitada després d'un accident amb una pistola quan era jove. També segueix les sessions amb un psiquiatre. Organitza un pla per sortir-ne.

## Repartiment
- Jean-Luc Couchard : Simon Dormel
- Mélanie Gaydos : Estelle Dormel
- Zélie Rixhon : Zoé Debart
- Thierry Frémont : Antoine
- Albert Delpy : Dédé
- Loïc Houdré :  M. Martini
- Sebastian Barrio : el comissari Lavant
- Lisa Livane : la mare de Simon i Estelle
- David Salles : el pare de Simon i Estelle

## Crítiques
La pel·lícula rep una valoració mitjana de 3,1/5 a Allociné. Le Parisien diu que és «una pel·lícula com no veuràs tots els dies».
Télérama en canvi, quedà força decebut: «La trama, que gira al voltant de la relació poc saludable entre un treballador deprimit i la seva germana discapacitada, està parasitada per personatges insípids i un esoterisme horripilant».

## i referències
1. ↑  All the Gods in the Sky joins a celebration of fantasy in Paris, Cineuropa, 7 de desembre de 2018
2. ↑  ««Tous les dieux du ciel» : une atmosphère plus qu'étrange». leparisien.fr..
3. ↑  «Tous les dieux du ciel de Quarxx - (2018) - Drame sentimental, Film d'horreur»..